# Heinrich Loose
Heinrich Ludwig Loose (* 16. Mai 1812 in Stuttgart; † 16. August 1862 in Flatbush, New York) war ein deutscher Revolutionär 1848/1849 und deutsch-katholischer Prediger und Dichter.

## Leben
Heinrich Loose, dessen Vater Hofschlosser in Stuttgart war, besuchte kirchliche Klosterschulen und begann an der Universität Tübingen das Studium der protestantischen Theologie. Er nahm als Burschenschafter am 6. Juni 1833 an einer Gedenkfeier für die gefallenen Arbeiter der Pariser Julirevolution von 1830 teil. Loose wurde mit 94 anderen Teilnehmern verhaftet. Zwar konnte er sein Studium 1834 abschließen, aber die Kirchenleitung disziplinierte ihn, indem sie ihn elf Jahre lang als Vikar auf verschiedene abgelegene Dörfer schickte. Mehr als drei Jahre davon wurde er nicht beschäftigt, so dass er seinem Vater auf der Tasche lag. Loose wurde so krank, dass er eine Nervenheilanstalt aufsuchen musste. In den Jahren zwischen 1835 und 1842 publizierte er einige Gedichte.
Im Juli 1845 verließ er die Landeskirche und trat der neu gegründeten deutschkatholischen Bewegung von Johannes Ronge bei. Bis zur Märzrevolution 1848 war er für die Deutsch-Katholiken als Prediger, Lehrer und Journalist tätig. Hatte Heinrich Loose anfangs noch „chauvinistische“ Vorstellungen von der Erneuerung Deutschlands so wandte er sich nach dem schlesischen Weberaufstand 1844 der Ideenwelt von Charles Fourier zu. In seinen Gemeinden in Nimptsch und Reichenbach wütete das Militär besonders als Reaktion auf den Weberaufstand.
1848 kandidierte Heinrich Loose in Niederschlesien für die Frankfurter Nationalversammlung, unterlag aber, weil seine Anhänger teilweise kein Wahlrecht besaßen. Im Oktober 1848 wurde er als Prediger nach Neustadt an der Haardt (heutiger Name: Neustadt an der Weinstraße) berufen. Dort gründete er eine Gemeinde sowie die freie Schule.
Loose forderte am 27. April 1849 „zur Ergreifung der Waffen“ auf. Neben anderen wie Philipp Hepp rief er am 2. Mai 1849 in Kaiserslautern die „Republik“ aus. Danach führte Loose die Neustädter Arbeiter. Er gab die sozialistische Zeitung ‚Der Pfälzer Volksmann. Ein demokratisches Kreuzerblatt‘ heraus und entwickelte hier die Idee einer progressiven Einkommensteuer weiter. Am 12. Juni 1849 erteilte ihm das Hauptquartier der badischen aufständischen Armee in Heidelberg, Kriegsminister Franz Sigel, die Ernennung zum ‚Zivilkommissär‘ von Mosbach und beauftragte ihn, mit 1000 Mann badischer Volkswehr die Stadt Wimpfen zu besetzen. Kurze Zeit später war die Revolution geschlagen. Mit seinen Kameraden flüchtete er in die Schweiz nach St. Gallen. Loose stellte sich im März 1850 den württembergischen Behörden und wurde auf der Festung Hohenasperg inhaftiert (15. März 1850 – 14. Juli 1851). Er wurde am 29. Juni 1850 wegen Hochverrat und Landesverrat in Zweibrücken angeklagt und verurteilt. Der Vollzug der Todesstrafe wurde nach 18 Monaten Haft unter der Bedingung ausgesetzt, dass er Württemberg umgehend verlassen würde und in die USA auswandert.
In den Vereinigten Staaten gründete Loose 1852 den ‚Verein der freien Menschen‘ in Williamsburg (Brooklyn) und wurde dessen Sprecher. 1853 wurde er als Nachfolger von Eduard Schröter zum Sprecher bei der Freien Gemeinde in Milwaukee (Wisconsin) berufen. Dort übernahm er auch ab dem 22. Mai 1853 die Herausgabe der Zeitschrift Der Humanist: Ein Organ für die Freien Gemeinden und Freien Schulen, die Pflegerinnen der Humanität. Er engagierte sich für das Wohl der Arbeiter und gab ab 1855 die sozialistische Zeitung Der Arbeiter in Milwaukee heraus. Mit dem Arbeiterführer August Willich gründete er 1853 den ‚Sozialistischen Turnverein‘ der Stadt. Loose wurde 1856 krank, itt immer wieder unter Nervenzusammenbrüchen und Verfolgungswahn und ging schließlich in das Armen- und Irrenhaus in Flatbush. Dort verstarb er am 15. August 1862.

## Werke
- Gedichte. Rieger & Comp., Stuttgart/Leipzig 1836.
- Maienglocken. Rieger & Comp., Stuttgart/Leipzig 1841.
- Christlich-deutsche Lieder. Macklot, Karlsruhe 1843.
- Anonym: Ein Wort der Verständigung über die deutsche Volkskirche als die höhere nationale Einheit von Protestantismus und Katholizismus. An Johannes Ronge. Von einem Protestanten, C. A. Sonnewald, Stuttgart 1845 (Digitalisat).
- als Redakteur: Schwäbisches Museum. Familienblatt zur Unterhaltung und Belehrung und zur Besprechung vaterländischer Interessen. April–Dezember 1845, Stuttgart 1845.
- als Redakteur: Die neue Zeit. Volksblatt zur Unterhaltung, Belehrung und Besprechung vaterländischer Interessen. Stuttgart/Esslingen 1846.
- Geschichte des deutschen Christenthums und der Volkskirche von den Anfängen des germanischen Lebens bis auf heute. Eine Rede an das Volk.  Trewendt i. Komm., Breslau 1847.
- Der moralische und wissenschaftliche Selbstmord des Katholischen Reformators Dr. Th. Anton Theiner. Breslau 1847.
- anonym: Die wandernde Barrikade oder: die württembürgische, pfälzische und badische Revolution. Wohlgeleimt und gereimt in drei Aufzügen mut der ganzen türkischen Musik. Von einem Schock ungehängter Hochverräter. Bern 1849 (Digitalisat).
- Der Prophet von Nazareth, der politische und sociale Reformator seines Volks. Ein unpartheiisches Geschichtsbild aus den 4 Evangelien erhoben. Carl Riecker, Tübingen 1852.
- Der deutsche Reichsverfassungskampf. Schlachtenbilder gezeichnet von Heinrich Loose. Carl Mäcken's Verlag, Reutlingen/Leipzig 1852 (Digitalisat).
- als Redakteur: Der Arbeiter. Milwaukee ab 1855.